# Canale di Colombo
Il canale di Colombo o Bocca del Serpente (in spagnolo Canal de Colón  o Boca de la Serpiente), (in inglese Columbus Channel o Serpent's Mouth) è uno stretto situato tra la costa meridionale dell'isola di Trinidad (una delle due isole che costituiscono lo stato di Trinidad e Tobago) e la costa continentale dello Stato del Delta Amacuro, nel Venezuela.

## Caratteristiche
Il canale di Colombo mette in comunicazione il Golfo di Paria con l'oceano Atlantico, ed è localizzato alle coordinate 10°00′N 61°30′W. La suddivisione tra i due paesi confinanti è regolata da un trattato concordato tra le due nazioni.